# Alistair Ramsay
Alistair McDonald Ramsay (* 26. März 1924; † 14. Oktober 2021), auch bekannt als „Al Ramsay“, war ein australischer Sportfunktionär und Gründer der FIBA Ozeanien. Seit 2010 ist er Mitglied der FIBA Hall of Fame.

## Leben

### Kindheit und Jugend
Alistair Ramsay wurde am 26. März 1924 in Wauchope, New South Wales, Australien geboren. Er ging auf die dortige Grundschule und Ende 1935, bestand er die Aufnahmeprüfung für die High School. Seine Eltern waren Anhänger der Presbyterian Church of Australia, wo vor allem sein Vater Rev. M.C. Ramsay aktives Mitglied war. Deshalb ging Alistair zusätzlich auf die Taree Free Presbyterian Sabbath School, wo er regelmäßig an deren Messen aktiv teilnahm. 1941 schaffte er auf der Taree High School seinen High-School-Abschluss.

### Militärdienst
Alistair Ramsay wurde am 30. Januar 1943 von der Royal Australian Air Force rekrutiert und diente bis zu seiner Entlassung 30. April 1946 für das Militär. Er war vom 27. Januar 1944 bis 22. Januar 1946 in Großbritannien stationiert, wobei dieser Zeitraum seine Hin- und Rückreise einbezieht. Er kam erst Ende März 1944 in England an.

### Studium
Nach seinem Militärdienst entschied er sich Sportpädagogik am Sydney Teachers College zu lernen, wo er im Jahr 1948 sein Diplom erhielt. Nach einem Jahr auf Probezeit wurde er im Juli 1949 offiziell zum Lehrer ernannt. Im September desselben Jahres hat er sich als Student an der McGill University eingeschrieben, wo er aktiv in deren Rugbyteam spielte und auch zum "Star"-Spieler der Mannschaft wurde. Er erhielt seinen Bachelor of Science im Jahr 1952, heiratete in London und kehrte wieder nach Australien zurück. 1967 erhielt er nach seinem Studium an der Universität Sydney seinen Master of Education.

### Karriere
Er war Sekretär der New South Wales Basketball Association (1955–1964) und der Australian Basketball Union (1963–1977). 1967 gründete er die Oceania Basketball Confederation, heute FIBA Ozeanien, wo er von 1967 bis 1997 Generalsekretär und von 1997 bis 2002 Präsident war.
Er wurde 1976 lebenslanges Mitglied des australischen Basketballverbandes, seit 2001 war er Ehrenpräsident der FIBA Ozeanien und seit 2002 lebenslanges Mitglied der FIBA.

## Trivia
Das Al Ramsay Shield, das der Gewinner von Wettbewerben zwischen Australien und Neuseeland erhält, als auch die Al Ramsay Trophy, die Trophäe der Turniere der Sub-Zonen von FIBA Ozeanien, wurden nach ihm zu Ehren benannt.

## Auszeichnungen und Anerkennungen
- Lebenslanges Mitglied der New South Wales Basketball Association (1972–2021)[18]
- Lebenslanges Mitglied des australischen Basketballverbandes (1977–2021)[19]
- Aufnahme in der „Hall of Fame“ der New South Wales Basketball Association (2011)[20]
- Legendenstatus in der „Hall of Fame“ der New South Wales Basketball Association (2013)[21]
- Aufnahme in der „Hall of Fame“ des australischen Basketballverbandes (2004)[22]
- Legendenstatus in der „Hall of Fame“ des australischen Basketballverbandes (2006)[22]
- Aufnahme in der „Hall of Fame“ der FIBA (2009)[9][23]
- FIBA Order of Merit (2002)[9]

## Bibliographie
- A CENTURY OF BASKETBALL and 25 Years of The Oceania Confederation, Oceania Basketball Confederation, Coffs Harbour 1991, ISBN 0-646-03574-6
- Dunked: Australian basketball revealed, A.M. Ramsay, Coffs Harbour, N.S.W., 2004, ISBN 0-646-43826-3
- The Ramsay clan : Scotland-Ireland-Australia : 1779-2006,  A.M. Ramsay, Coffs Harbour, N.S.W., 2006